# No Time to Bleed
No Time To Bleed è il secondo album in studio dei Suicide Silence.

## Tracce
1. Wake Up (3:48)
2. Lifted (4:08)
3. Smoke (3:08)
4. Something Invisible (2:57)
5. No Time to Bleed (2:22)
6. Suffer (3:55)
7. ...and Then She Bled (4:00)
8. Wasted (3:13)
9. Your Creations (3:59)
10. Genocide (2:17)
11. Disengage (4:04)

Maximum Bloodshed Edition bonus tracks
1. "Misleading Milligrams" -4:18

Maximum Bloodshed Edition DVD
1. "NTTB Episode 1"
2. "NTTB Episode 2"
3. "NTTB Episode 3"
4. "NTTB Episode 4"
5. "Hot Dog Lesson With Alex"

Hot Topic Exclusive Edition (live in Paris, bonus disc)
1. "Unanswered (Live)" -2:34
2. "Bludgeoned (Live)" -3:31
3. "The Price of Beauty (Live)" -4:09
4. "No Pity For a Coward (Live)" -4:02
5. "Green Monster (Live)"-4:27
6. "Destruction of a Statue (Live)" -4:10

iTunes edition bonus tracks
1. "Them Bones (Alice in Chains cover)" -2:27[1]

## Formazione
- Mitch Lucker – voce
- Chris Garza – chitarra
- Mark Heylmun – chitarra
- Alex Lopez – batteria
- Dan Kenny – basso